# Simon Doubnov
Simon Markovitch Doubnov (aussi écrit : Dubnow; en russe : Семен Маркович Дубнов) ; (10 septembre 1860-8 décembre 1941) est un historien, écrivain et militant juif russe.

## Sa vie
Né Shimon Meïerovitch Doubnov (Шимон Меерович Дубнов) au sein d'une famille pauvre dans la ville de Mstsislaw (région de Moguilev en Biélorussie), il reçoit tout d'abord une éducation juive traditionnelle dans un heder (école juive) et une yechiva (centre d'étude religieuse) avant d'entrer dans une kazyonnoe yevreyskoe uchilishche (école juive d'État) où il apprend le russe. Mais Dubnow ne peut pas terminer ses études car ces institutions sont fermées par un oukase tsariste (Voir: Lois de mai). Il décide alors d'apprendre par lui-même les matières qui l'intéressent, l'histoire, la philosophie et la linguistique. Il est particulièrement fasciné par Heinrich Graetz et le mouvement Wissenschaft des Judentums (la science du Judaïsme), mouvement fondé sur l'investigation critique et scientifique de la culture et des traditions juives.
En 1880 il utilise des documents falsifiés pour s'installer à Saint-Pétersbourg, qui est officiellement interdite aux Juifs, à l'exception des soldats démobilisés et leurs familles, des docteurs, des dentistes, et des marchands appartenant à deux guildes supérieures.
Très vite, des publications de Doubnov apparaissent dans la presse, y compris dans le principal magazine judéo-russe Voskhod. En 1890, Doubnov est obligé de quitter Saint-Pétersbourg lors de l'expulsion des Juifs de la ville. Il s'installe à Odessa et continue de publier des études sur la vie et l'histoire juive, devenant une autorité dans ces domaines.
Doubnov participe activement à la vie sociale et politique contemporaine dans la Russie impériale. Il réclame une modernisation de l'éducation juive, il organise des comités d'autodéfense juifs et demande l'égalité des droits, y compris le droit de vote.
En 1906 il est autorisé à retourner à Saint-Pétersbourg, où il fonde et dirige la Société Historique-Ethnographique et Littérature Juive, et édite la Jewish Encyclopedia. La même année, il fonde le Folkspartei (Parti du peuple Juif), qui réussira à faire élire des députés et des conseillers municipaux en Lituanie et en Pologne entre les deux guerres mondiales. Après 1917 Doubnov devient professeur d'histoire juive à l'Université de Pétrograd.
En 1922, il émigre à Kaunas (Lituanie), puis à Berlin. Son œuvre majeure est l'Histoire du Peuple Juif en dix volumes, publiée initialement en allemand en 1925-1929.

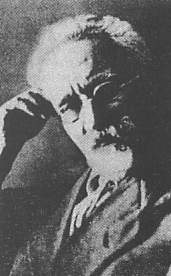

En août 1933, après l'arrivée au pouvoir d'Adolf Hitler, Doubnov part à Riga, Lettonie. Quand les troupes nazies occupent Riga en juillet 1941, Doubnov, avec des milliers d'autres Juifs, est transféré au ghetto de Riga. 
Selon les quelques survivants, Doubnov répète aux habitants du ghetto: "Yidn, shreibt un fershreibt" (en yiddish: "Juifs, écrivez et consignez").
Le 8 décembre 1941, Simon Doubnov fait partie des milliers de Juifs du ghetto de Riga massacrés dans la forêt de Rumbula.

## Ses conceptions
Doubnov est ambivalent à l'égard du sionisme. et rejette complètement l'assimilation. Il pense que la survie future des Juifs en tant que nation dépend de leur force culturelle et spirituelle, et de leur autonomie dans la diaspora : à cet égard, il n'est pas sioniste. Cette idéologie est connue sous le nom d'autonomisme juif et a été adoptée sous différentes versions dans les plateformes de quelques partis juifs tels que le Folkspartei (Parti du peuple Juif)), mais après la Shoah, cette doctrine perd sa popularité et disparaît pratiquement totalement de la philosophie juive.

## Œuvres
Histoire juive : Essai de philosophie de l'Histoire, 62 p.
- (ru) première publication dans le magazine juif Voskhod, Saint-Pétersbourg, 1893. Traduit du russe vers l'allemand par Israel Friedlaender, puis de l'allemand à l'anglais par Henrietta Szold.
- (en) Jewish history. An essay in the philosophy of history, London, Macmillan, 1903. Rééd. 2004. (Cet essai se retrouve aussi dans le recueil d'essais édité par Koppel S. Pinson en 1958).

Lettres sur le Judaïsme ancien et nouveau
- (ru) Première publication en volume en 1907 (Les lettres ont été commencé en 1897 et on paru pendant dix ans dans Voskhod.
- (fr)  Traduction et notes de René Poznanski. Paris 1989. Les Editions du Cerf

Manuel d'histoire juive, en 3 volumes
- (ru) Учебник еврейской истории, 1901
- (en) A Short History of the Jewish People, en 2 volumes. Traduit du russe par David Mowshowitch. London, M. L. Cailingold, 1936

Trois articles dans l'Encyclopédie juive
- (en) « Council of the Four Lands » (Conseil des Quatre Terres) vol. IV, pp. 304-308 ; « Jocob Frank », vol. V, pp. 475-478 ; « Hasidism » (Hassidisme), vol. VI, pp. 251-258, in Jewish Encyclopedia, New York, 1903-04

Histoire des Juifs en Russie et en Pologne. Des origines jusqu'à nos jours (année 1915 incluse) en 3 volumes
- (en) History of the Jews in Russia and Poland. From the earliest times until the present day. Traduit du russe (vers l'allemand?) par Israel Friedlaender. Philadelphia, Jewish Publication Society of America, 1916-1920. Réédité en 2000.

La nouvelle histoire du Peuple Juif 1789-1914, en 3 volumes
- (ru) Новейшая история еврейского народа, 5 volumes, 1919, mis à jour en 1938
- (de) Die neueste Geschichte des Jüdischen Volkes – 1789-1914, Berlin, Jüdischer Verlag, 1920-1923, mis à jour en 1938

Compte-rendu du conseil lituanien
- (he) Pinkas Medinat Lita, Berlin, 1925

Histoire mondiale du Peuple juif, en dix volumes
- (de) Weltgeschichte des Jüdischen Volkes, dix volumes. Traduit du manuscrit russe. Berlin: Jüdischer Verlag, 1925-1929
- (ru) История еврейского народа, dix volumes, 1936
- (he) Divre Yemei 'Am 'Olam, dix volumes, Berlin, Tel Aviv, Dvir, 1923-1940
- (en) History of the Jews, 5 volumes. Traduit du russe par M. Spiegel à partir de la quatrième édition russe (Istoriia Evreiskogo Naroda), South Brunswick, NJ: T. Yoseloff, 1967-1973

L'ancienne histoire du Peuple Juif en 7 volumes
- (de) Die alte Geschichte des jüdischen Volkes, Berlin, Jüdischer Verlag, 1925-1930

Histoire du Hassidisme en 3 volumes
- (yi) Geshikhte fun khasidizm, Vilna, 1930
- (he) Toldot ha-hasidut, Tel Aviv, 1930-1932
- (de) Geschichte des Chassidismus, Berlin, 1931-1932
- (es) Historia del Jasidismo, Buenos Aires, Conferación Pro-Cultura Judía, 1976
- (fr) Histoire du hassidisme, Paris, Cerf, 2014

Histoire juive pour l'école et la maison
- (yi) Idishe Geshikhte far Shul un Haym, Riga, 1934
- (fr) Précis d'histoire juive des origines à nos jours, Paris, 1936
- (pt) Historia Judáica, 543 p., Rio de Janeiro, Circulo Bibliofilo Hebráico, 1948
- (es) Manual de la Historia Judía, 672 p., Buenos Aires, Editorial S. Sigal, sept éditions dans les années 1970

Ma vie
- (ru) Моя жизнь, Riga, Jaunátnes Gramata, 1934-1935, 3 volumes
- (de) Buch des Leben, 3 volumes, Berlin, 1937. En morceaux choisis: Mein Leben, Berlin, 1937 ; Göttingen, Vandenhoeck Ruprecht, 2004
- (yi) Dos bukh fun mayn lebn, New York-Buenos Aires, Conferación Pro-Cultura Judía, 1962-1963
- (en) Deux courts extraits de son autobiographie, l'un Under the Sign of Historicism (Sous le signe de l'historicisme) (p. 232-242) et l'autre, Jewish Rights between Red and Black Hundreds (Les droits des Juifs entre les Rouges et les Cent-Noirs) (pp. 461-470) ont été traduits de la version en yiddish dans le livre de Lucy S. Dawidowicz, The Golden Tradition. Jewish Life and Thought in Eastern Europe, Boston, Beacon Press, 1967

### Ouvrages posthumes
Livre de Simon Dubnow
- (he) Sefer Shimon Dubnov, essais et lettres édités par S. Rawidowicz. London, Jérusalem, 1954

Nationalisme et Histoire. Essais sur l'ancien et le nouveau Judaïsme
- (en) Nationalism and History. Essays on old and new Judaism, édité par Koppel S. Pinson. Philadelphia, Jewish Publication Society of America, 1958

### Source
- (en) Cet article est partiellement ou en totalité issu de l’article de Wikipédia en anglais intitulé « Simon Dubnow » (voir la liste des auteurs).